# Pavlova Island
Pavlova Island ist eine Insel vor der Georg-V.-Küste im Australischen Antarktis-Territorium. Sie gehört zu den Mackellar-Inseln vor dem Kap Kap Denison in der Commonwealth-Bucht und liegt zwischen Greater Mackellar Island im Westen und Gadget Island im Osten.
Teilnehmer der Australasiatischen Antarktisexpedition (1911–1914) unter der Leitung des australischen Polarforschers Douglas Mawson entdeckten sie. Benannt ist die Insel nach einem der Schlittenhunde der Forschungsreise, der zum Gespann des Expeditionsteilnehmers Belgrave Ninnis gehörte. Namensgeber des Hundes wiederum ist die russische Tänzerin Anna Pawlowa (1881–1931), die mit Ninnis befreundet war.